# 海之韵站
海之韵站位于辽宁省大连市中山区，是大连地铁2号线的一个车站，于2017年6月7日随2号线二期工程东段开通投入使用。

## 位置
海之韵站位于中山区港隆路与港浦路交汇口，海之韵公园北侧。

## 结构
海之韵站为岛式站台地下站。本站平常只使用北侧站台，南侧站台留作备用以及存车用。
| B1 | 站厅层                                     | 站厅、自动售票机                                |
| B2 | 轨道                                       | ← █ 2号线列车往东海（大连北站方向）             |
| B2 | 岛式站台，列车运行方向左侧的车门将会被打开 |                                                 |
| B2 | 轨道                                       | ← █ 2号线列车往东海（大连北站方向，一般不启用） |

## 出入口
海之韵站共设有4个出入口，A及B出入口位于港隆路南侧，C及D出入口位于港隆路北侧，D出入口设置无障碍电梯。
| 出口编号 | 出口指示 | 建议前往的目的地           |
| -------- | -------- | -------------------------- |
| 出口 · A |          | 港隆路南侧                 |
| 出口 · B |          | 港隆路、港浦路、海之韵公园 |
| 出口 · C |          | 港浦路、航空博览园         |
| 出口 · D |          | 港隆路、东辰街             |

## 公交换乘
- - 13、529路公交车。